# Palazzo Anania
Der Palazzo Anania ist ein Palast aus dem 17. Jahrhundert in Catanzaro in der italienischen Region Kalabrien. Das Gebäude liegt im Viertel Cocole in der Via Vincenzo de Grazia, 47 (früher Strada dei Coppolari).

## Geschichte
Den Palast ließ die Familie Anania im Jahre 1622 errichten; er gehört ihr heute noch. 1632 wurde im Innenhof eine Zisterne eingebaut, aus der das Gebäude, wie viele andere zeitgenössische Adelspaläste in Catanzaro, mit Wasser versorgt wurde. Heute existiert die Zisterne nicht mehr.
Am 24. März 1744 wurde das Gebäude durch ein Erdbeben beschädigt und später im Rahmen der Restaurierung mit der heutigen Fassade versehen.

## Beschreibung
Über dem Eingangstor des Palastes ist das Wappen der Ananias angebracht, das den Kopf eines Seraphs und die Inschrift BALDASAR ANANIA anno MDCXXII zeigt. Im Inneren ist der Palazzo Anania im Stile des Barock aus dem 17. Jahrhundert gehalten, was man im Innenhof und an der Loggia der Treppe gut sehen kann. Durch die Restaurierung nach dem Erdbeben entspricht die Fassade dem Stil des 18. Jahrhunderts.